# Dolos
Dans la mythologie grecque, Dolos (en grec ancien Δόλος / Dólos) est une divinité grecque mineure. Selon Cicéron, il est le fils de Nyx seule ou selon d'autres versions de Nyx et d'Érèbe, tandis qu'Hygin le dit fils d'Éther et de Gaïa. Il personnifie la duperie, la supercherie, la tromperie, la ruse, la fourberie, la perfidie et la traîtrise.
Son homologue féminin est Apaté, personnification de la fraude et de la déception. Il a été un apprenti de l'astucieux Titan Prométhée et accompagne les Pseudologoi, les Mensonges.
Par ailleurs, « Dolos » est le surnom que se donnent les élèves-officiers de l'école militaire interarmes.

## Sources
- Cicéron, De la nature des Dieux III, 44 .
- Ésope, Fables 530.
- Hygin, Fables [détail des éditions] [(la) lire en ligne] (Préface).
- Valerius Flaccus, Argonautiques [détail des éditions] [lire en ligne] (II, 200).